# Saint-Gaudent
Saint-Gaudent ist eine französische Gemeinde mit 312 Einwohnern (Stand: 1. Januar 2022) im Département Vienne in der Region Nouvelle-Aquitaine (vor 2016 Poitou-Charentes). Die Gemeinde gehört zum Arrondissement Montmorillon und zum Kanton Civray. Die Einwohner werden Saint-Gaudentais genannt.

## Lage
Saint-Gaudent liegt etwa 60 Kilometer südsüdwestlich von Poitiers. Umgeben wird Saint-Gaudent von den Nachbargemeinden Saint-Pierre-d’Exideuil im Norden und Nordwesten, Civray im Norden und Nordosten, Genouillé im Osten, Lizant im Süden, Voulême im Westen und Südwesten sowie Val-de-Comporté im Nordwesten.

## Bevölkerungsentwicklung
| Jahr                      | 1962 | 1968 | 1975 | 1982 | 1990 | 1999 | 2006 | 2013 |
| Einwohner                 | 320  | 317  | 327  | 337  | 341  | 305  | 288  | 301  |
| Quelle: Cassini und INSEE |      |      |      |      |      |      |      |      |

## Sehenswürdigkeiten
Siehe auch: Liste der Monuments historiques in Saint-Gaudent
- Kirche aus dem 14. Jahrhundert
- Neogotische Pfarrkirche, 1880 bis 1882 erbaut
- Schloss La Roche d'Orillac, seit 1935 Monument historique
- Herrenhaus von Cornac aus dem 17. Jahrhundert
- Schloss Le Roc aus dem 18. Jahrhundert

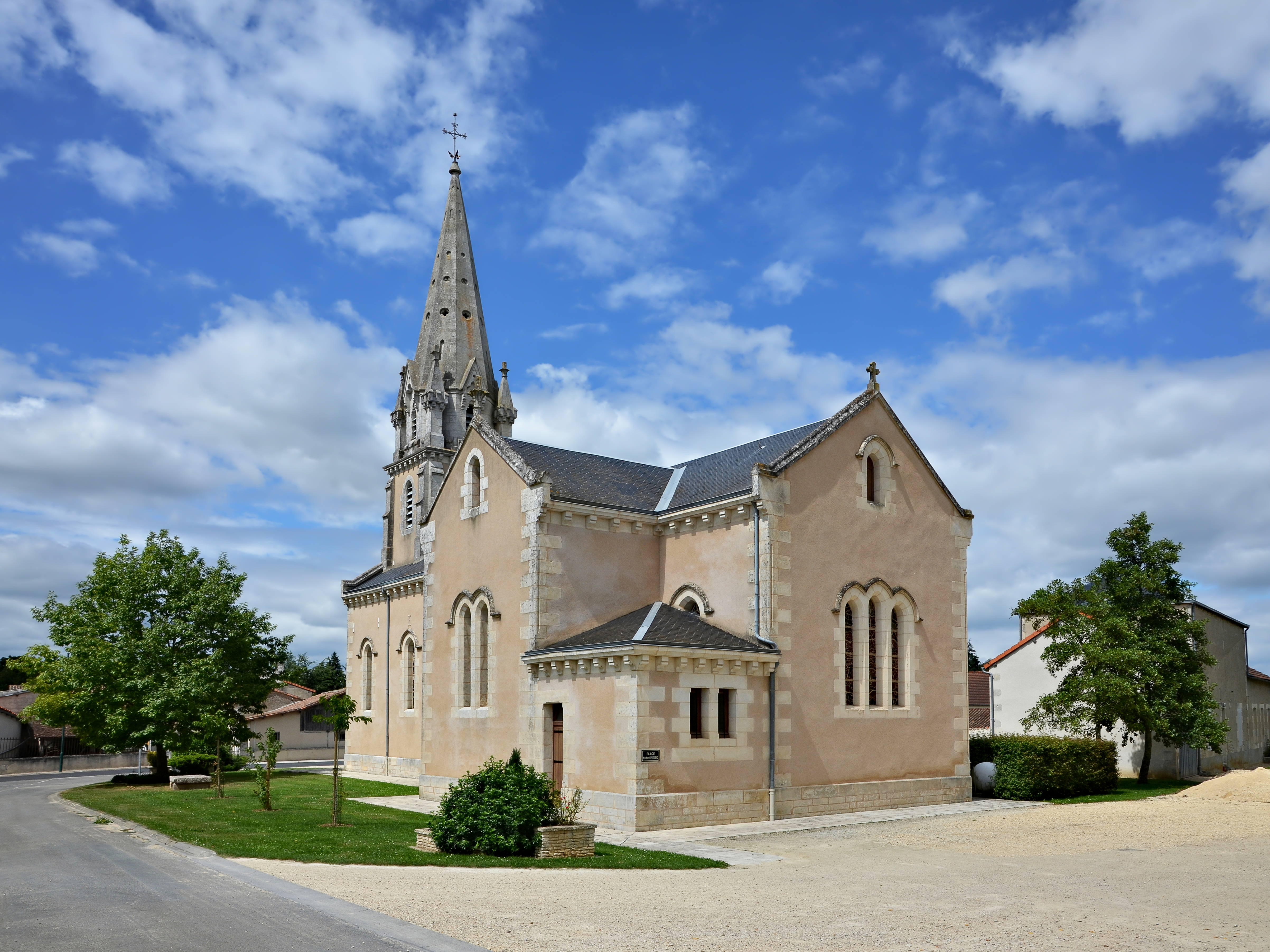
Kirche